# Аурискальпиум обыкновенный
Ауриска́льпиум обыкнове́нный (лат. Auriscalpium vulgare) — вид грибов, входящий в род Аурискальпиум (Auriscalpium) семейства Аурискальпиевые (Auriscalpiaceae). Сапротрофы; растут на опавших шишках хвойных деревьев.

## Описание

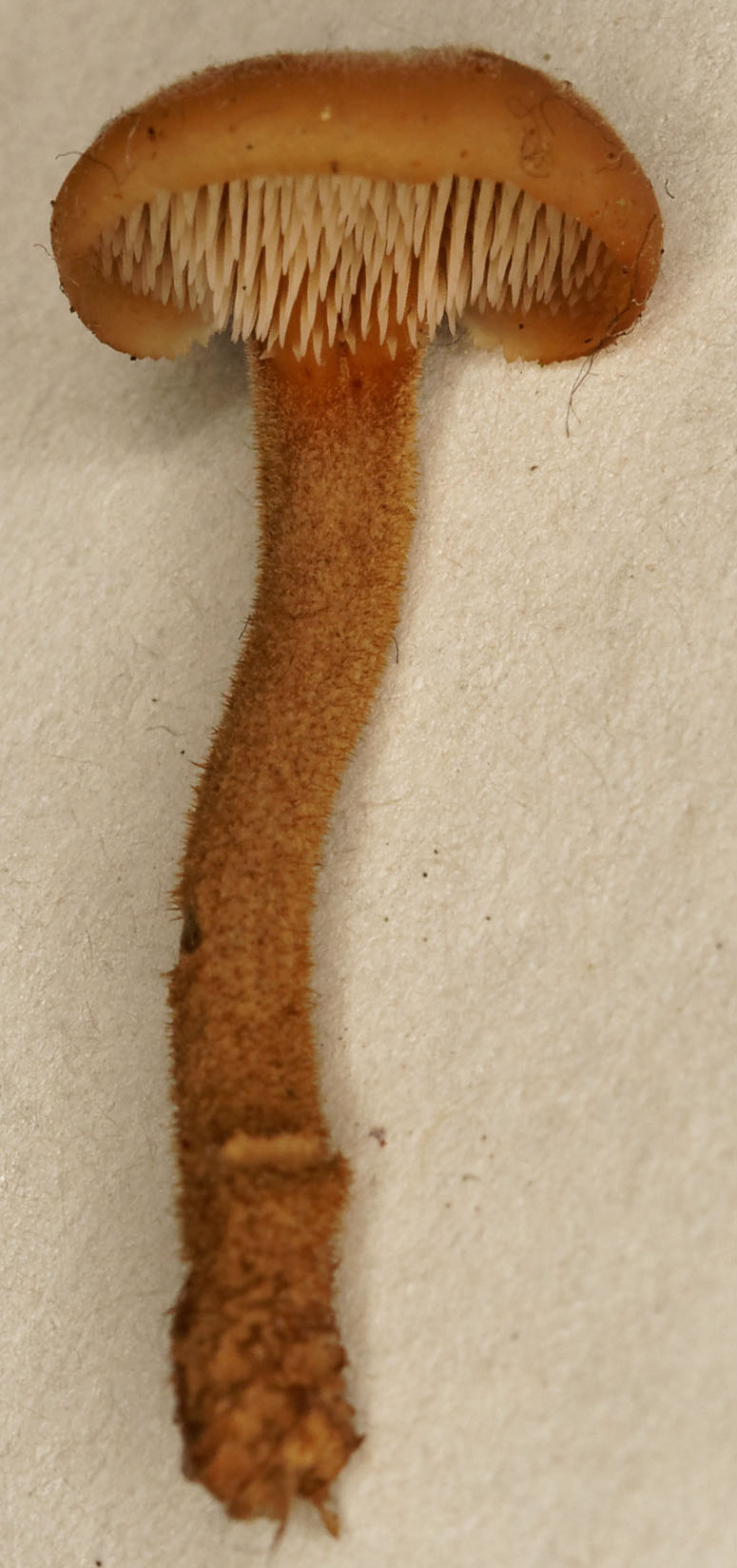

- Плодовые тела шляпконожечные, кожистой консистенции[1].
- Шляпка 0,5—2,5 см в диаметре[1], почковидная, тонкомясистая, обычно прикреплённая боком[2][3]. Поверхность вначале коричнево-бурая, затем темнеющая до черноватой, иногда с тёмными зонами, жёсткошерстистая, со временем оголяющаяся[1][4]. Край шляпки покрыт жёсткими волосками[2][1].
- Гименофор шиповатый; шипики конической формы, до 3 мм длиной, густо сидящие, сначала коричнево-бурые, после образования спор с серым налётом[1][4].
- Ножка боковая, редко центральная, до 8—10 см длиной, 1—2 мм толщиной, покрытая волосками, одного цвета со шляпкой[1][4][2].
- Мякоть беловатая, у поверхности буреющая[1].
- Споровый порошок белого цвета[2]; споры бесцветные, шероховатые, эллипсоидальные до почти округлых, амилоидные[1]. Базидии узкобулавовидные, двух- или четырёхспоровые, с пряжкой в основании. Цистиды шиловидные, бесцветные[3].

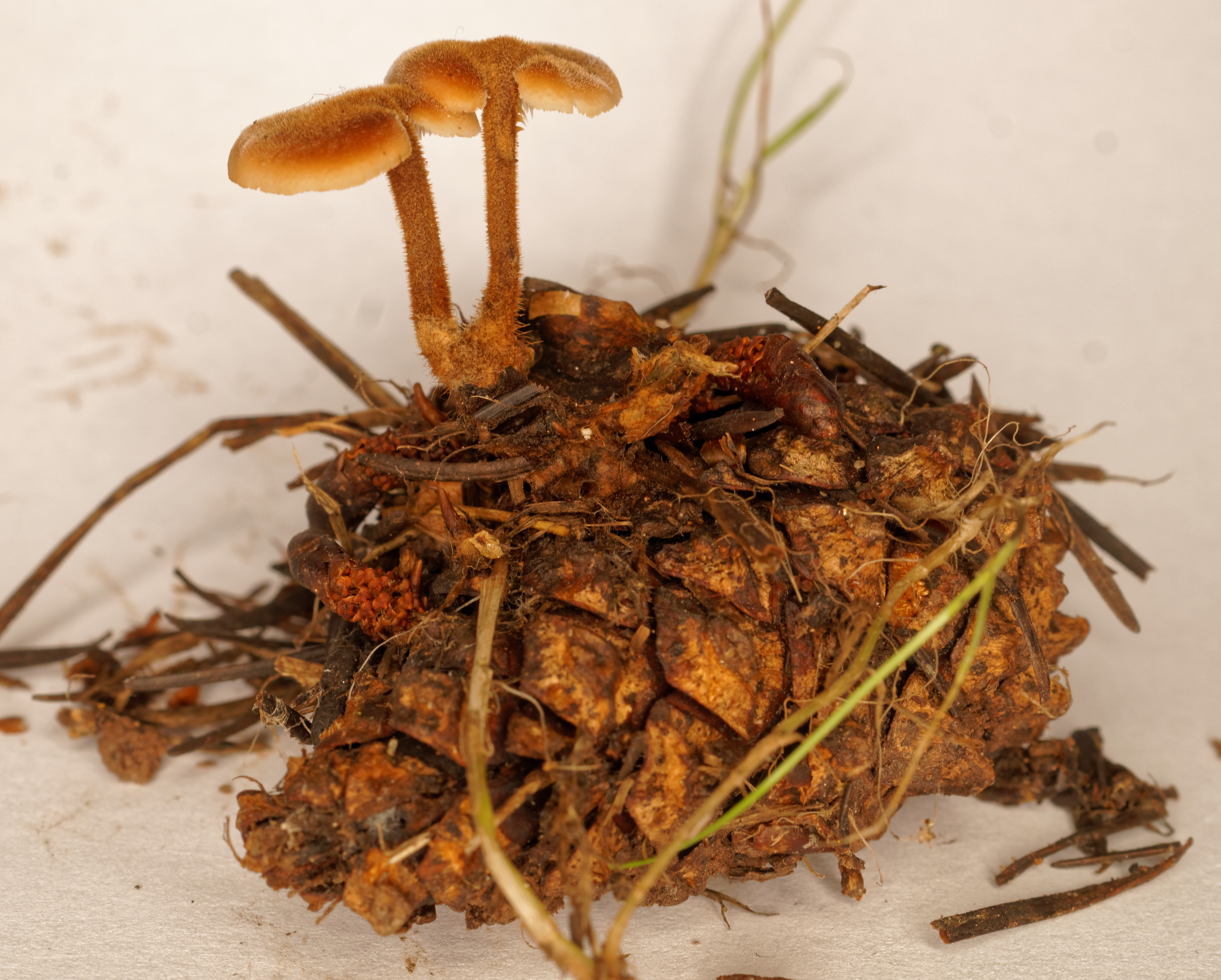
Плодовые тела на сосновой шишке
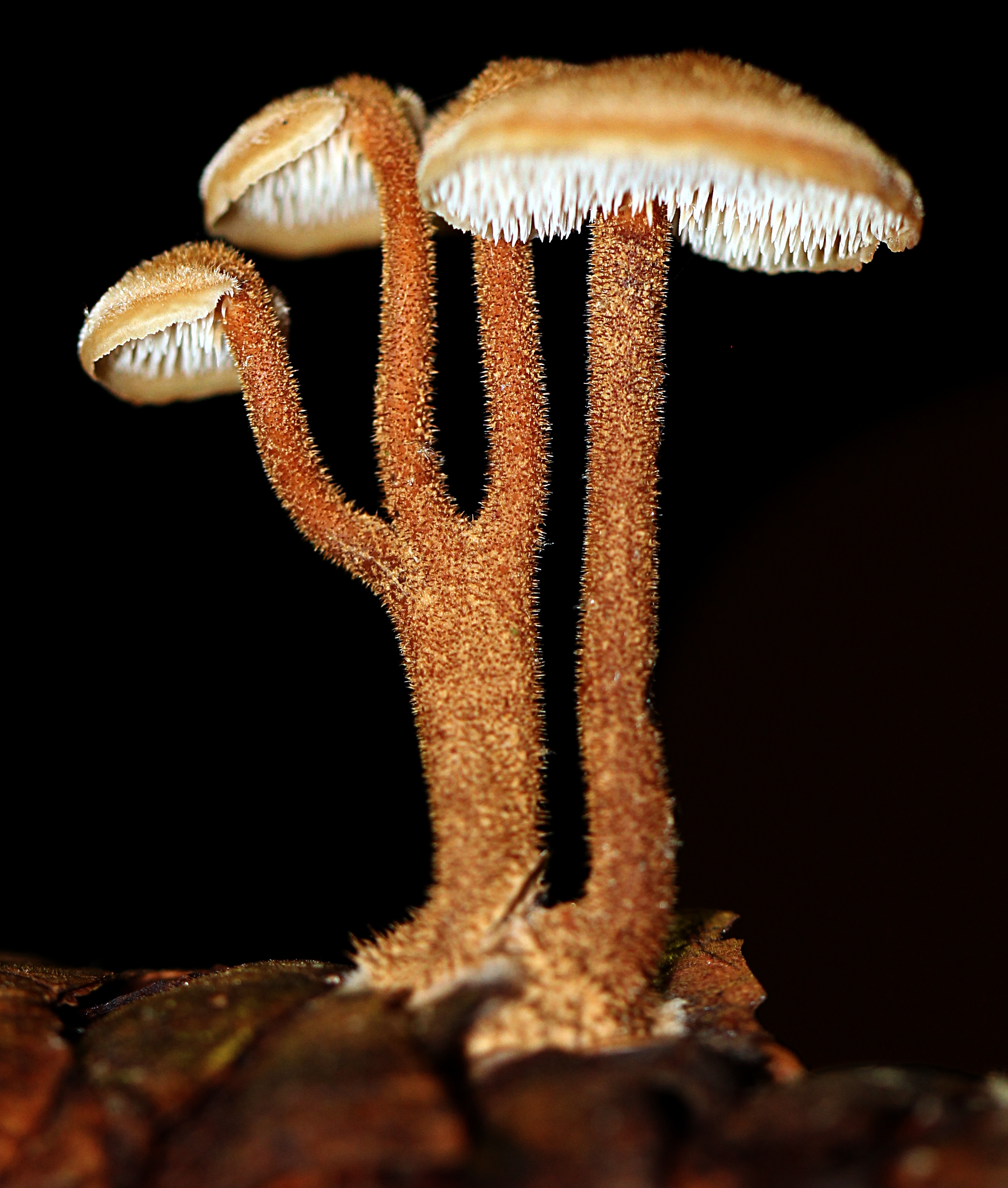
Плодовые тела крупным планом
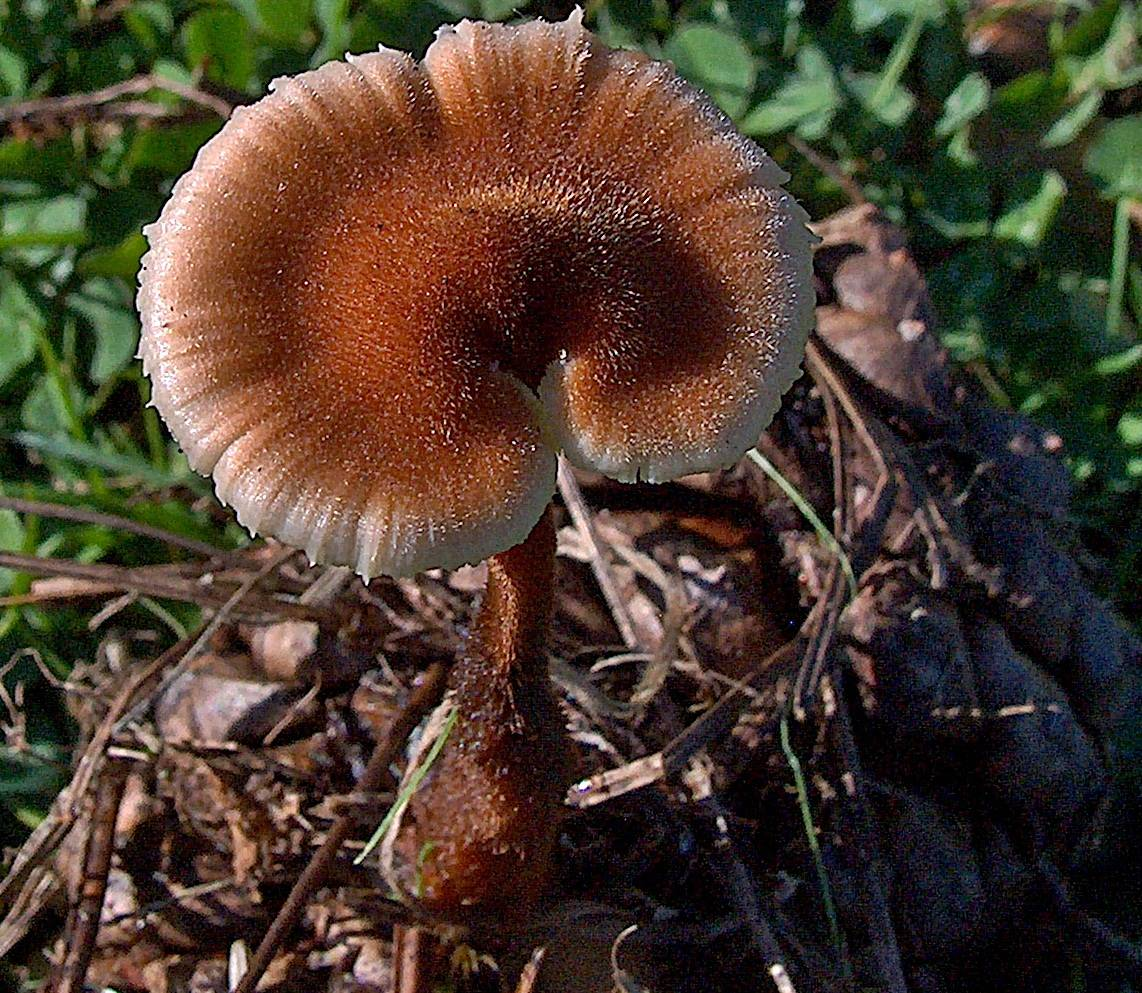
Поверхность шляпки
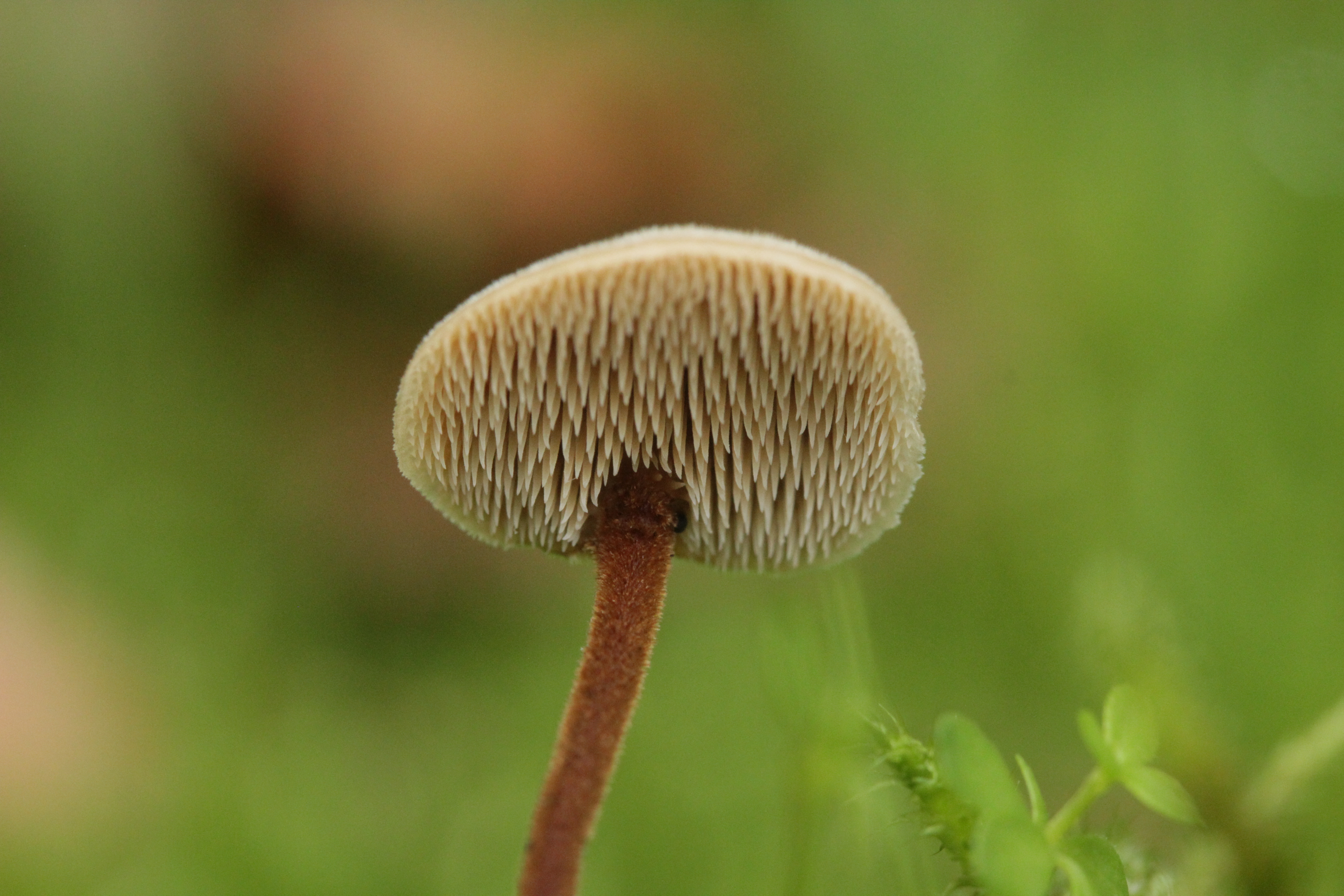
Гименофор

## Распространение и экология
Распространён в Европе, Северной Америке, Китае, Японии. В России ареал включает европейскую часть, Кавказ, Сибирь, Дальний Восток. На большей части ареала встречается часто и повсеместно. Внесён в Красную книгу Амурской области.
Сапротрофы; произрастают в хвойных лесах. В качестве субстрата предпочитают шишки хвойных (в основном сосны, иногда ели и лиственницы), в том числе покрытые слоем почвы. Изредка могут встречаться также на древесине хвойных. Сезон — с весны до глубокой осени.

## Пищевое значение
Пищевого значения гриб не имеет. Считается несъедобным по причине чрезвычайно плотной и упругой мякоти.